# BMT Myrtle Avenue Line
A Linha da Avenida Myrtle (BMT), em inglês:  BMT Myrtle Avenue Line é uma das linhas de trânsito rápido do metrô de Nova Iorque.  Foi inaugurada em 19 de dezembro de 1889 (135 anos). Esta linha é uma secção da rede ferroviária que é operada pelo BMT (em inglês:  Brooklyn–Manhattan Transit Corporation), que é uma subdivisão da Divisão B do Metrô de Nova Iorque.